# Клучинова, Элишка
Эли́шка Клучи́нова (чеш. Eliška Klučinová; род. 14 апреля 1988, Прага, Чехословакия) — чешская легкоатлетка, специализирующаяся в многоборье. Бронзовый призёр чемпионата Европы в помещении 2015 года. Семикратная чемпионка Чехии. Участница Олимпийских игр 2012 и 2016 годов.

## Биография
Выросла в районе Праги под названием Уезд-над-Леси. Начинала свой путь в спорте с тенниса, но была вынуждена оставить его по финансовым соображениям. На первых порах Элишка регулярно участвовала в соревнованиях по кроссу. В средней школе стала пробовать и другие дисциплины, такие как бег с барьерами и прыжок в высоту. Она побеждала на юношеских соревнованиях, но условий для дальнейшего развития не было. Поэтому в 15 лет по приглашению тренера Вита Руса Элишка перебралась в Кладно в местную спортивную школу.
Как сильнейшая многоборка Чехии среди девушек участвовала в юношеском чемпионате мира 2005 года, где заняла высокое 8-е место. Спустя 2 года стала серебряным призёром чемпионата Европы среди юниоров в семиборье.
Впервые в карьере набрала больше 6000 очков на молодёжном первенстве Европы 2009 в Каунасе (6015), где заняла 4-е место.
Лучшие выступления в карьере ей удавались на престижном турнире среди многоборцев на домашнем стадионе в Кладно. Она трижды выигрывала его (в 2010, 2012 и 2014 годах), и каждый раз устанавливала новый рекорд Чехии в семиборье, доведя его до 6460 очков.
С 2009 года регулярно входит в основной состав сборной Чехии на крупнейших турнирах. Участвовала в Олимпийских играх 2012 года, заняв 18-е место. В 2015 году стала бронзовым призёром чемпионата Европы в помещении в пятиборье. Для этого ей потребовалось установить новый рекорд страны (4687 очков).
Была в составе команды на Олимпийских играх 2016 года. В Рио-де-Жанейро по сумме семи видов стала 22-й.
С 2012 года тренируется у Франтишека Птачника в клубе USK Praha. Закончила Карлов университет в Праге по направлению «физическое воспитание».
В сентябре 2019 года завершила спортивную карьеру.
Обручена с чешским музыкантом Яном Покорным. Дети — два сына, Теодор и Тобиаш.

## Личные рекорды в отдельных видах семиборья
| Дисциплина        | Результат | Год  |
| ----------------- | --------- | ---- |
| 100 м с барьерами | 13,81     | 2014 |
| Прыжок в высоту   | 1,90 м    | 2014 |
| Толкание ядра     | 15,21 м   | 2016 |
| 200 м             | 24,41     | 2016 |
| Прыжок в длину    | 6,43 м    | 2014 |
| Метание копья     | 51,09 м   | 2015 |
| 800 м             | 2.12,50   | 2013 |

## Основные результаты
| Год  | Турнир                          | Место проведения         | Дисциплина | Место | Результат |
| ---- | ------------------------------- | ------------------------ | ---------- | ----- | --------- |
| 2005 | Чемпионат мира среди юношей     | Марракеш, Марокко        | семиборье  | 8-е   | 5249      |
| 2006 | Чемпионат мира среди юниоров    | Пекин, Китай             | семиборье  | 8-е   | 5468      |
| 2007 | Чемпионат Европы среди юниоров  | Хенгело, Нидерланды      | семиборье  | 2-е   | 5709      |
| 2009 | Чемпионат Европы среди молодёжи | Каунас, Литва            | семиборье  | 4-е   | 6015      |
| 2009 | Чемпионат мира                  | Берлин, Германия         | семиборье  | 23-е  | 5505      |
| 2010 | Чемпионат Европы                | Барселона, Испания       | семиборье  | 7-е   | 6187      |
| 2012 | Чемпионат Европы                | Хельсинки, Финляндия     | семиборье  | 7-е   | 6151      |
| 2012 | Олимпийские игры                | Лондон, Великобритания   | семиборье  | 17-е  | 6109      |
| 2013 | Универсиада                     | Казань, Россия           | семиборье  | 4-е   | 6124      |
| 2013 | Чемпионат мира                  | Москва, Россия           | семиборье  | 7-е   | 6332      |
| 2014 | Чемпионат Европы                | Цюрих, Швейцария         | семиборье  | —     | DNF       |
| 2015 | Чемпионат Европы в помещении    | Прага, Чехия             | пятиборье  | 3-е   | 4687      |
| 2015 | Чемпионат мира                  | Пекин, Китай             | семиборье  | 13-е  | 6247      |
| 2016 | Олимпийские игры                | Рио-де-Жанейро, Бразилия | семиборье  | 22-е  | 6077      |